# 益井元右衛門
益井 元右衛門（ますい がんえもん、1804年（文化元年） - 1885年（明治18年）5月14日）は、幕末・明治期の部落改善運動家。

## 概要
山城国愛宕郡蓮台野村年寄。安政・文久年間から生活困窮者に対して金銭や衣類などを与え、模範的住民を顕彰するなど、蓮台野村の名望家であり、村内の教育、衛生、救恤に尽力した。1868年（明治元年）、天皇が京都を去ることが決まったとき、供奉の願書を、また1870年（明治3年）には、息子・茂平とともに部落民に対する身分引上げの請願書を京都府に提出。同年、私費を投じて学校（後の楽只小学校）を建設。茂平らとともに自らも教鞭を執った。

## 身分引上げの請願
1870年（明治3年）1月、京都府に以下の汚名廃止の請願書を提出。
同年12月、元右衛門の息子・茂平が鉄道敷設に関わり以下の汚名廃止を嘆願。
嘆願書には、大阪渡辺村等の同士と相談し近畿一円の類村に呼びかけて鉄道敷設の費用、労力を提供してもよいと記されている。つまり、提供できるだけの財力・労力があり、それらを類村に呼びかけるネットワークが形作られ意思疎通が図られていることを示している。事実、この嘆願書は大阪南王子村で見つかっている。ちなみに、関西で最初の鉄道は1874年（明治7年）に大阪・神戸間が開通するが、現在の京都駅までの区間が開通し営業運転が始まるのは1877年（明治10年）2月のことである。1870年といえば、阪神間の路線測量が始まったばかりであり、資金調達が民間に呼びかけられるのが翌年の6月、鉄道建設会社が発足（中心は三井家）するのは9月ということから考えると、茂平や類村の人々が新しい時代にいかに期待をもっていたかがわかる。後に茂平の養子・信が益井家の士族編入を内務大臣に願い出て、1900年（明治33年）7月12日に認められる。士族株を買わずに願い出て士族になった稀な例とされる。

## 家族・親族
益井家
- 子・茂平（1833年 - 1903年、升屋茂兵衛とも[1]）
  - 孫・しず（? - ?、益井信の妻[2]）